# محوطه کارخانه سیمان
محوطه کارخانه سیمان مربوط به دوران‌های تاریخی پس از اسلام است و در شهرستان مسجدسلیمان، روستای گل گیر واقع شده و این اثر در تاریخ ۲۳ شهریور ۱۳۸۲ با شمارهٔ ثبت ۹۹۶۳ به‌عنوان یکی از آثار ملی ایران به ثبت رسیده است.